# Râul Gurgui
Râul Gurgui este un afluent al râului Bistrița, care este un afluent al Oltului.